# Canadair CL-289
Le CL-289 est un drone de reconnaissance tactique hypervéloce de deuxième génération dérivé du CL-89. Il est issu d'un projet tri-nation entre le Canada, l'Allemagne de l'Ouest et la France. Le programme était mené par Bombardier Inc. et le groupe Canadair, en partenariat avec Dornier GmbH (du groupe EADS) ; la Société Anonyme des Télécommunications (SAT) intégrée depuis à Sagem (maintenant Safran) et Matra intégré à Aerospatiale (maintenant EADS), sous contrat avec le gouvernement français, étaient responsables de l'optronique.

## Histoire
Sa conception débute en 1974 comme une version améliorée du CL-89. En 1976, les Allemands de l'Ouest acceptent de supporter la plus grande part des frais du développement. Le projet reçoit la dénomination OTAN d'AN/USD-502 (Army Navy/Unmanned Surveillance Drone). En 1979, il commence ses essais opérationnels avec la Drohnenbatterie 300 basée à Idar-Oberstein qui est projeté à Yuma Proving Ground en Arizona pour les poursuivre. Les essais en vol commencent en mars 1980 et s'achèvent en juin 1983. Ils se poursuivent sur le camp de Bergen-Hohne jusqu'en 1986. En mars 1987, un contrat de 410 millions de dollars, le plus gros jamais conclu alors par le Canada dans le domaine militaire, est signé entre le Canada, l'Allemagne de l'Ouest et la France pour la production du système CL-289. Il est mis en service dans la Bundeswehr le 29 novembre 1989 et en 1992 dans l'armée française (7e régiment d'artillerie jusqu’à sa dissolution en 1999 puis 61e régiment d'artillerie). Il est déployé en Bosnie en 1995, au Kosovo en 1999 et au Tchad en 2008.

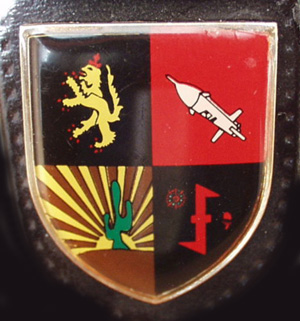
Insigne de la DronenLehrBatterie 300 chargé de l'expérimentation puis de l'instruction sur le CL-289 dans la Bundeswehr.

En janvier 2001, EADS Dornier GmbH est chargé de la modernisation de 160 CL-289 français et allemands au standard « AOLOS » (ADA OperationaL On board System). Cette modernisation comprend un nouveau logiciel de vol, un système de guidage GPS et un meilleur système barométrique de mesure de l'altitude. Les CL-289 AOLOS sont opérationnels à partir de 2004. Une nouvelle amélioration est prévue par la suite pour remplacer l'un des senseurs par le radar SAR (Synthetic Aperture Radar) qui permet de prendre des images du sol à haute résolution quelles que soient les conditions météorologiques, de repérer les mouvements et d'envoyer les données en temps réel à une station au sol.

## Description
La Bundeswehr recherche un système de renseignement qui puisse aller au-delà de la portée du CL 89 (60 km) dans la zone d'intérêt du corps d'armée (200 km) derrière la ligne de front. Elle souhaite un système adapté à l'ensemble d'intégration informatique ADLER (Artillerie-, Daten-, Lage- und Einsatz-Rechnerverbund : système intégré pour l'artillerie, données, situation et conduite). Elle envisage de lui donner même un rôle tactique notamment dans le réglage des tirs d'artillerie. L'armée française recherche, elle, un système d'acquisition d'objectifs opérationnels de haut niveau notamment pour ses missiles nucléaires Pluton puis Hadès en remplacement des drones R20 dont l'utilisation n'a pas été concluante et qui sont abandonnés en 1978. Les liens entre le centre d'exploitation et la cellule renseignement du corps d'armée sont beaucoup plus directs. Le système est employé au sein d'un ensemble intégré de renseignement fondé sur les synthèses du terrain, les moyens de renseignement humains, la guerre électronique qui repèrent l'objectif et le CL-289 qui le confirme et le caractérise physiquement. L'armée canadienne, un temps intéressée par le système d'arme a renoncé à y participer. À la fin de la guerre froide, la guerre du Golfe met en évidence les carences en matière de recherche du renseignement. Après la fin du Pluton puis du Hadès, le système CL 289 retrouve une certaine jeunesse en comblant ce vide tant bien que mal. 
L'avantage du concept est triple : d'abord, il offre des renseignements de même qualité que ceux d'un avion avec une vitesse identique mais avec une vulnérabilité et un coût bien moindre. Ensuite, de son départ jusqu'à sa phase de récupération, il est parfaitement autonome. Ses commandes programmées en interne ne peuvent être brouillées. Enfin, il peut acquérir des renseignements bien au-delà de la ligne d'horizon ce qui n'est pas vraiment possible avec un drone guidé par une station au sol.
Sa mise en œuvre s'effectue à partir d'une rampe de lancement montée sur une plateforme sur un camion 6t classe OTAN, MAN pour l'Allemagne, Renault TRM 10000 pour la France. L'aéronef qui a une apparence de missile est subsonique. Il est doté de 4 larges empennages à l'arrière du fuselage et de 4 surfaces de contrôle canard consommables à l'avant. Le design des sections transversales et l'utilisation de matériaux RAM permettent de réduire la surface équivalente radar SER. Dans la phase de départ, le décollage est assuré par un moteur-fusée à carburant solide (booster) Bristol Aerospace de 3 300 kg de poussée, qui est largué quand la vitesse de croisière est atteinte ; un petit turboréacteur à étage simple Klöckner Humboldt Deutz AG-KHD T117 de 105 kg de poussée prend alors le relais pour la suite du vol.
La capacité du programmateur est de 199 évènements qui permettent d'alterner des phases de croisière généralement en mode suivi de terrain grâce au radar Doppler et des phases de prises de photo en palier grâce à un dispositif barométrique. Les capteurs sont au nombre de deux, une caméra analogique Zeiss Optronic Zeiss KRb 8/24 D (Reihenbildkamera : caméra de prise de vue en série) noir et blanc  à trois plans de vue, un vertical, deux obliques qui permettent des prises de vue stéréoscopiques et une caméra infra-rouge Safran Corsaire IRLS (Infra-red line scanning - scan infra-rouge en ligne). Pendant les passes photos, les deux caméras peuvent fonctionner séparément ou ensemble. Les clichés pris par la caméra analogique sont toujours exploités en différé à l'issue de la phase de récupération soit après quarante cinq minutes. En deçà de 70 km de distance, les clichés pris par l'IRLS peuvent être envoyés par un lien radio électrique vers une station au sol de type Matra M-11 N, interopérable avec celle des Mirages F1CR. Ils sont alors imprimés sur du papier thermo sensible et exploitable dans un délai proche du temps réel. Par ailleurs, la caméra de bord enregistre les clichés qui pourront être exploités après la récupération comme les photos analogiques. 
À la fin du vol, l'aéronef est récupéré par une station de radio-ralliement montée sur un châssis 1,5 t SUMB ou Mercedes Unimog. Dans un premier temps, il est ramené sur une trajectoire optimum entre deux lobes radio puis, une fois aligné, un marker déclenche la phase de récupération. Le moteur s'arrête, un parachute frein sort du dessous de l'aéronef, l'oblige à culbuter vers l'avant pour amener les senseurs vers le haut afin de les protéger de la chute. Un parachute de récupération plus grand s'ouvre alors et deux coussins qui entourent le fuselage se gonflent pour amortir le choc avec le sol. L'équipe de récupération extrait les cassettes de film, les fait porter à la section d'interprétation photographique alors que l'aéronef est mis sur une remorque, évacué du site de récupération et amené à la compagnie de maintenance pour être testé et recyclé pour un nouveau vol. La capacité de recyclage de chaque drone est d'une dizaines de vols. La vérification du matériel se fait en partie par BITE (Build-in Test Equipment), en partie par test avec les outils de mesure ad hoc.
Dornier GmbH (maintenant EADS) et Thomson/CSF ont développé un nouveau radar SAR miniature (environ 30 kg) pour le programme franco-allemand Sword (System for All-Weather Observation by Radar on Drone – système pour drone d'observation tout temps par radar). Mais l'abandon du système d'arme a eu raison de cette amélioration.
Au sein de l'armée française, le système comprend en plus du missile CL-289 et d'un système de préparation et d'interprétation des vols des engins de reconnaissance (PIVER) développés et produits uniquement en France.

## Missions au sein de l'armée française

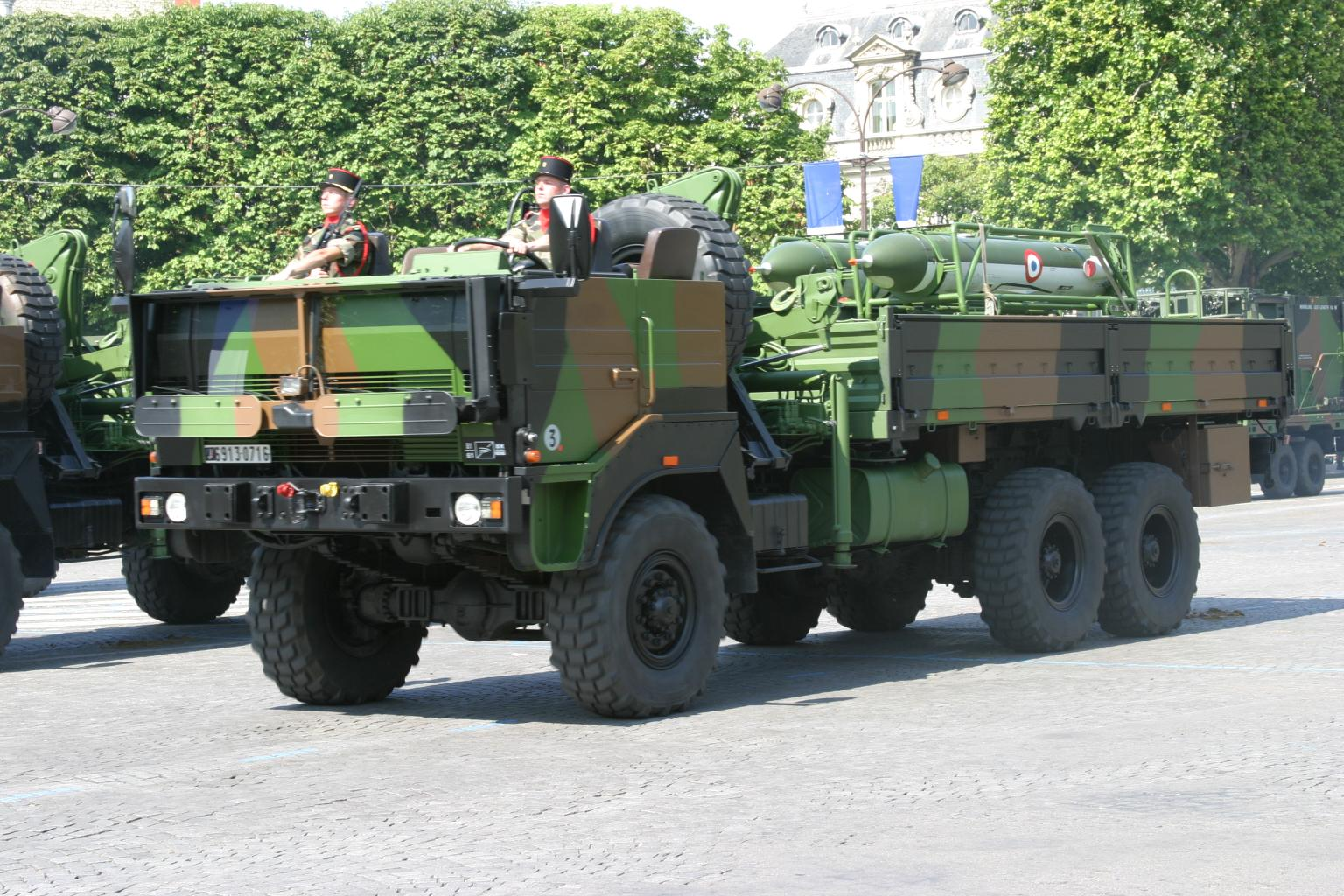
Renault TRM 10000 du d'artillerie lanceur de drones Canadair CL-289 en 2006.

Initialement, sa mission était d'éclairer les batteries de tir (nucléaires) Pluton et Hadès, un système mort-né dans les contradictions de l'après chute du mur de Berlin. Après le retrait du service des Pluton, le « 289 » est déployé par le 7e régiment d'artillerie à Nevers-Garchizy puis le 61e régiment d'artillerie de Chaumont, en Bosnie-Herzégovine, au Kosovo, et encore en 2008, au Tchad, dans le cadre de l'Eufor. Sur ces théâtres d'opération, le drone est utilisé à des fins de détection et d’acquisition d’objectifs, ainsi que pour des missions de classification et d’identification. Il assure également des vols de surveillance, de reconnaissance et d’évaluation des dommages.

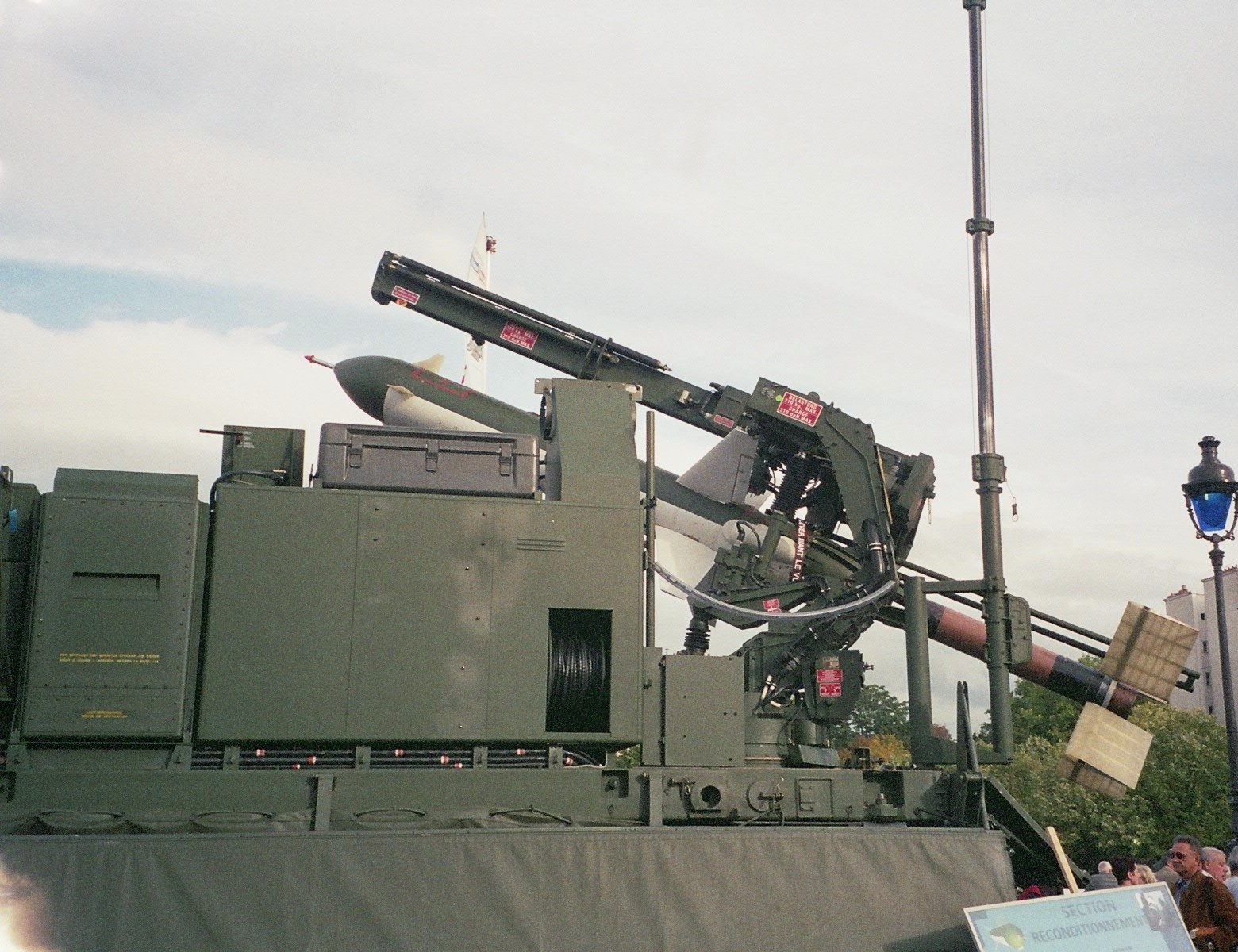
Un drone CL 289 exposé lors des journées Nation-Défense en 2005.

Son niveau d'emploi est le bureau renseignement de la grande unité ou le Centre de mise en œuvre du renseignement (CMO RENS) s'il était activé.
Contrairement aux drones plus récents équipés de liaisons de données, il ne fournit que du renseignement différé, avec un temps de traitement des données de 45 minutes après la récupération du drone. Ses capteurs, caméra optique Zeiss et/ou senseur infrarouge permettent l’observation de 60 km de terrain, qu'il survole entre 300 et 1 200 m à 720 km/h. Il peut ainsi effectuer des prises de vue optiques utiles jusqu'à 900 m d'altitude (en argentique) et jusqu'à 600 m en infrarouge, pour une précision de localisation de 10 m après corrélation entre cartes et photos. La modernisation de 2004 a permis de le doter d'une capacité de transmission de données de la caméra infrarouge et du radar SAR.

## Retrait opérationnel de l'armée française
Essentiellement fait pour détecter des objectifs stratégiques ou tactiques de haut niveau, à mobilité limitée (2 à 3 heures de stationnement) dans le cadre d'un conflit symétrique, compte tenu de son temps de mise en œuvre et de l'impossibilité de modifier sa trajectoire une fois lancé, il s'avère inefficace contre des objectifs hautement mobiles qui caractérisent les conflits d'aujourd'hui. Son mode de fonctionnement (lancement par booster, récupération par parachute, cycle de maintenance long et coûteux ) génère une empreinte logistique plutôt lourde ; enfin, son principal avantage, sa vitesse, qui lui confère une capacité d'incursion en territoire fortement hostile, est d'un faible intérêt dans les conflits de basse intensité tels que l'Afghanistan, où les menaces air-air et sol-air sont inexistantes et où les lignes de front n'existent pas. Son inadaptation aux besoins des forces armées rend son retrait du service inévitable.
Son retrait officialisé fin 2010 posera peut-être deux problèmes, celui de la rupture capacitaire, étant donné que l'armée de terre n'a pas reçu de nouveau drone rapide capable de le remplacer (l'EADS Surveyor/CARAPAS, CApacité drone RAPide AntileurreS, n'en est qu'au stade de l'étude) et celui de l'entretien des compétences, le seul SDTI ne suffisant pas à occuper un régiment d'artillerie à lui tout seul.

## Utilisateurs
- France :
  - Armée de terre : 54 drones[3]
- Allemagne : 
  - Bundeswehr : environ 239 drones[réf. nécessaire]

## Liens
- CL-89 et CL-289.